# Schloss Sommershausen
Das Schloss Sommershausen liegt in Sommershausen rund einen Kilometer südöstlich von Wennedach, einem Teilort der Stadt Ochsenhausen im Landkreis Biberach in Oberschwaben. Seit 1978 ist es im Privatbesitz.
Erbaut wurde das kleine Schloss von den Freiherren von Koenig-Warthausen. Die Mauern wurden von 1900 bis 1906 errichtet, die eingebauten Türen, Fenster, das Treppenhaus und das Balkongeländer sind mehr als 250 Jahre alt.